# Bedrijfskunde
Bedrijfskunde is het vakgebied dat zich bezighoudt met de organisatie en marktomgeving van bedrijven. Het jonge vakgebied maakt gebruik van inzichten uit andere disciplines zoals bedrijfseconomie, economie, psychologie en sociologie. Bovendien is het sterk op de praktijk gericht; veel inzichten worden ontleend aan de praktijk en aangewend om de strategie en organisatie van bedrijven en andere organisaties aan te passen.    
Bedrijfskunde houdt zich vooral bezig met inkoop, verkoop en marketing, kwaliteitszorg, ondernemingsfinanciering, management van bedrijfsprocessen, personeelszaken en bedrijfsstrategie. Ook juridische, psychologische en technische processen in bedrijven komen aan bod.

## Opleiding
Opleidingen bedrijfskunde in het hoger onderwijs bestaan na de invoering van de bachelor-masterstructuur op bachelor-niveau en master-niveau. Bachelor- en masteropleidingen kunnen zowel aan hogescholen als universiteiten worden gevolgd. Aparte vermelding verdient de technische variant van de bedrijfskundige opleiding, de technische bedrijfskunde, die een eigen bachelor- en masterprogramma heeft.

### Bachelor
Voor de bachelorfase van de studie bedrijfskunde worden soms andere namen gebruikt zoals bedrijfswetenschappen, business administration of managementwetenschappen. Aan de hogescholen hebben bedrijfskundige bacheloropleidingen doorgaans een sterk praktijkgericht en toegepast karakter. Ook universitaire studenten kunnen dit praktijkgerichte werken opzoeken, door bijvoorbeeld een stage te doen. Bij veel universiteiten krijgt de bedrijfskunde-student hiervoor vervolgens reguliere studiepunten, waarvoor normaal gesproken een vak gevolgd dient te worden. 

### Master
In de bedrijfskundige masteropleiding kiest de student voor een specialisatie. Hieronder enkele voorbeelden.
- marketingmanagement
- strategisch, internationaal en intercultureel management
- financieel management
- organisatieontwerp en verandermanagement
- communicatie-, kwaliteits- en projectmanagement
- humanresourcesmanagement
- het toepassingsgerichte sales management en facility management
- inkoopmanagement
- business society management (organisaties als onderdeel van de samenleving)
- ondernemen & innoveren

De masteropleiding wordt doorgaans afgesloten met een masterscriptie. Daarnaast is er mogelijk ruimte voor praktische (management)vaardigheden en voor stages bij bedrijven en andere instellingen.